# Diego de Burgos
Diego de Burgos (fallecido antes de 1515) fue un poeta español del Prerrenacimiento, perteneciente a la Escuela alegórico-dantesca. 

## Biografía
Según José Amador de los Ríos, sería hijo de Fernán Martínez de Burgos, compilador de un cancionero y nieto de Juan Martínez de Burgos, escribano público de Burgos y poeta, que pasó sus últimos años como fraile dominico en Benfica, en los alrededores de Lisboa. El probable origen converso de Diego de Burgos puede deducirse tanto de su oficio de letrado dictator -secretario del marqués- como de los pocos datos biográficos que poseemos sobre él, a partir de una copia parcial del siglo XVIII hecha por Rafael Floranes de un cancionero con dos partes que lleva el nombre de su compilador, Fernán Martínez de Burgos, padre de Diego. En esa copia parcial se incluyen ocho composiciones del padre del compilador y abuelo de Diego, Juan Martínez de Burgos. El apellido Burgos figura entre los parientes de los Maluenda, a su vez asociados con los influyentes Santa María, y es conocida la influencia de estas dos familias de conversos en el concejo de Burgos en las primeras décadas del siglo XV.

## Triunfo del Marquésy otras obras
Diego fue secretario, criado y amigo de don Íñigo López de Mendoza, Marqués de Santillana. Al morir este el 24 de marzo de 1458 le compuso un erudito poema en 236 coplas de arte mayor, el Triunfo del Marqués, que se encuentra entre las obras maestras de la Escuela alegórico-dantesca del prerrenacimiento. En él Dante Alighieri guía al poeta en un viaje que le lleva a la cima de un monte, donde se halla el marqués entre sabios de varias épocas que elogian el saber del difunto, mientras ilustres guerreros loan sus hechos de armas. El Marqués, conducido en un carro triunfal entre virtudes y artes liberales, asciende a la gloria. Esta y otras obras suyas se han transmitido entre otros testimonios por el Cancionero General de Hernando del Castillo (Valencia, 1511), editado modernamente por Joaquín González Cuenca; también hay obra suya en el Cancionero de Oñate-Castañeda, del siglo XV, editado por D. Sherman Severin, Madison, 1990. La única versión completa del poema se encuentra en el Cancionero Antiguo, Ms. 2763, de la Biblioteca de la Universidad de Salamanca. En él se echa de ver la rivalidad existente entre los humanistas castellanos e itálicos en la recuperación de la cultura clásica, y el manuscrito salmantino va precedido por un importante prólogo en prosa en el que el marqués, hiperbólicamente, aparece como un nuevo Cicerón o Cicero novus, que viene a superar la cultura italiana, lo mismo que el orador latino lo había hecho con la griega, según una anécdota que cita Plutarco. La pieza iba dirigida al primogénito y heredero del marqués, Diego Hurtado de Mendoza, futuro primer duque del Infantado, con el propósito de conservar su puesto de secretario, lo que, al parecer, consiguió. 
Compuso además un poema en loor de Juan II de Castilla, según unos, o Alfonso V de Portugal, según otros, Digno rey para la tierra. Acaso es él también el autor inicial de la Querella de la fe continuada por el arcediano Pedro Fernández de Villegas, el traductor en verso del «Infierno» de la Divina comedia de Dante Alighieri (Burgos, Fadrique de Basilea, 1515).